# Осока гостроподібна
Осока гостроподібна, осока гостровидна (Carex acutiformis) — вид рослин родини осокові (Cyperaceae), поширений у Європі, західній Азії, Африці.

## Опис
Багаторічна колоніальна трав'яниста рослина 50–120(130) см заввишки. Кореневище довго-повзуче. Стебла грубі, трикутні, шершаво-куті. Базальні піхви блідо-зелені до коричнюватого чи червоного відтінкові; лігули 5–14 мм. Листові пластинки сірувато-зелені, 4–8(20) мм шириною. Нижні лускоподібні листки при розпаді сітчато-волокнисті. Суцвіття 15–35 см; проксимальні 2–5 колосків мають лише маточки, висхідні; кінцеві 1–2(3) колосків тичинкові. Жіночі колоски 6 мм завширшки. Мішечки плоско-опуклі або плоскі з одного боку і незграбні — з іншого, яйцюваті, 4 мм завдовжки, з тонкими випуклими жилками, які поступово переходять у короткий конусоподібний неясно-2-зубчастий носик. 2n = 78.

## Поширення
Поширений у Європі, західній Азії й Африці.
В Україні зростає на низинних болотах, у чорновільшняках і заболочених березняках, на берегах озер — у Поліссі та Лісостепу звичайний; у Степу, Карпатах і гірському Криму нерідко.

## Галерея

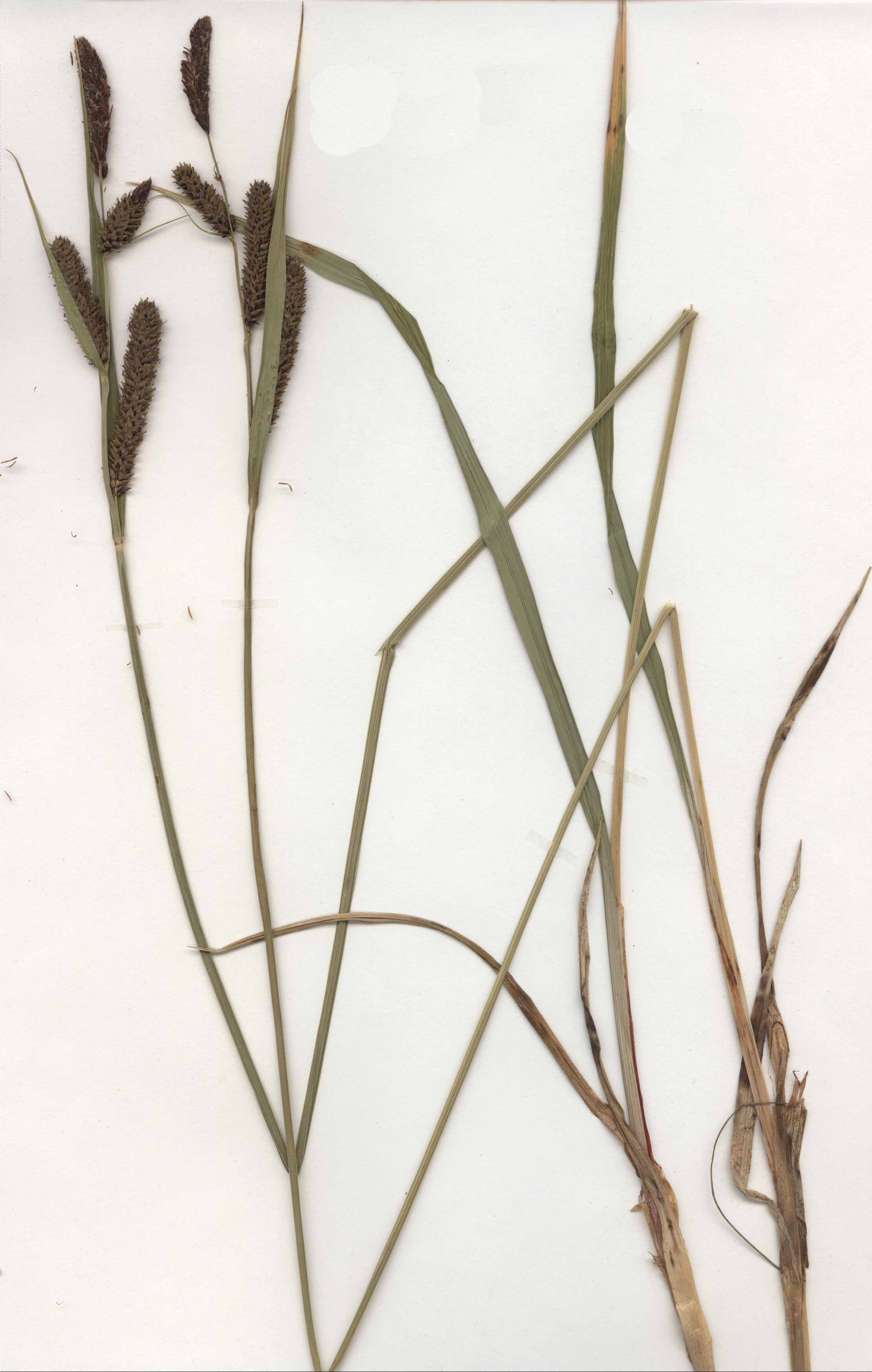
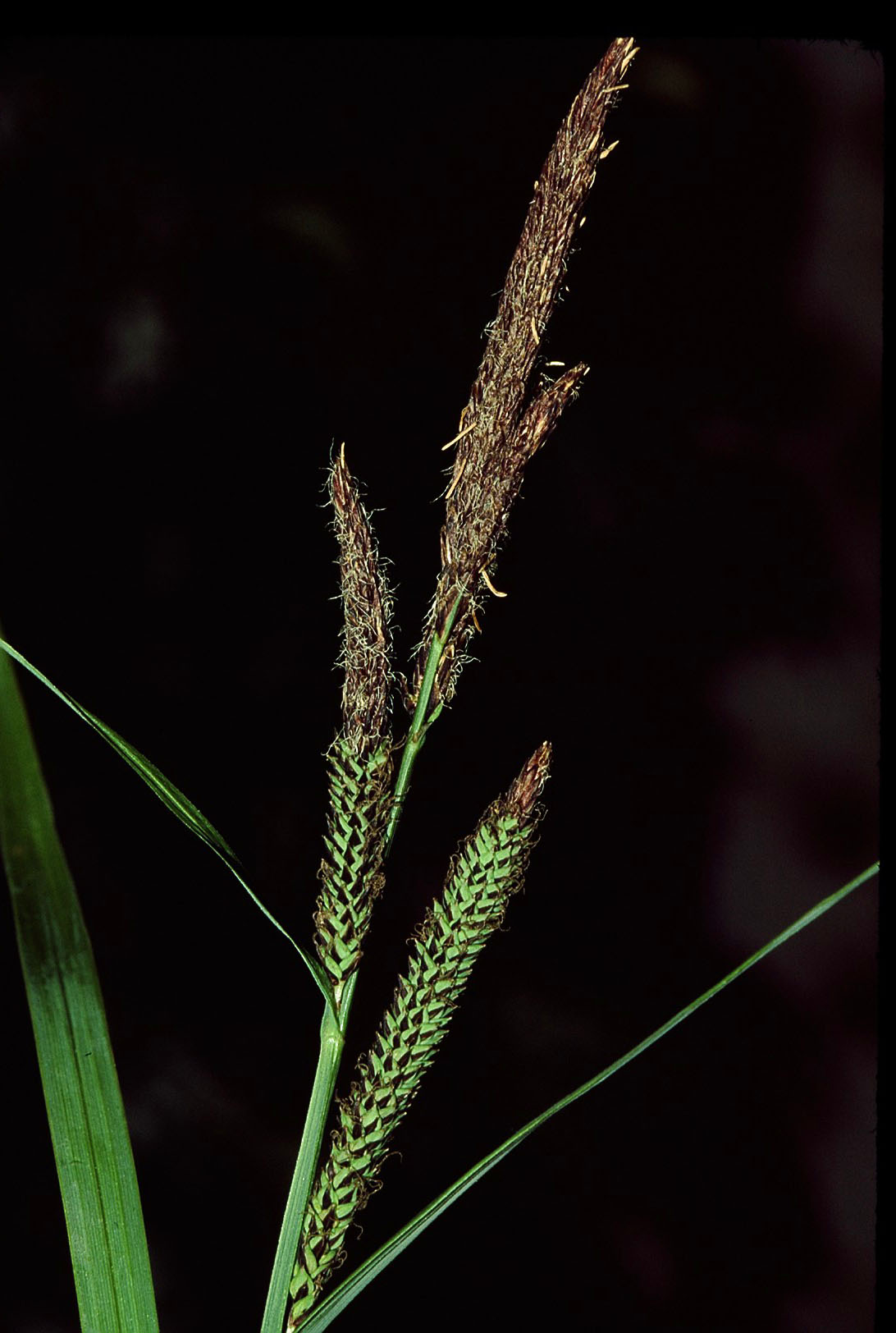